# Passos Futebol Clube
O Passos Futebol Clube é um clube brasileiro de futebol, da cidade de Passos, no estado de Minas Gerais, suas cores são o vermelho, o branco e o preto, e tem como mascote um Cão, atualmente disputa o Campeonato Mineiro da Segunda Divisão.

## História
O Passos foi fundado no dia 5 de outubro de 1996, fundado pelo empresário José Eustáquio do Nascimento, o Taquinho. O clube, porém, só profissionalizou-se em 1998, quando disputou a Segunda Divisão do Campeonato Mineiro, sagrando-se campeão. Mesmo obtendo o acesso, o Passos desistiu de disputar o Módulo II de 1999, cedendo sua vaga à Esportiva Guaxupé.
Participou da Segunda Divisão de 2018, terminando em penúltimo com apenas uma vitória. Foi ainda punido pela Justiça Desportiva com a perda de 3 pontos por escalação de jogador em situação irregular.

## Títulos

### Estaduais
- Campeonato Mineiro da Terceira Divisão: 1998.